# Renato Dionisi
Renato Dionisi (Rovigno, 2 gennaio 1910 – Verona, 24 agosto 2000) è stato un compositore italiano.

## Biografia
Nacque a Rovigno in Istria da genitori di Rovereto. Si diplomò in composizione nel 1936 dopo aver studiato al Liceo Musicale di Bolzano sotto la guida di Celestino Eccher e Mario Mascagni; in seguito si perfezionò all'Accademia Chigiana di Siena. Fu docente di armonia nei conservatori di Bolzano e di Firenze e poi dal 1952 per molti anni nel conservatorio di Milano, dove ebbe come allievi molti musicisti italiani contemporanei (tra i quali il cantautore catanese Franco Battiato). Insegnò anche presso il Pontificio Istituto di Musica Sacra di Milano.
Fu autore di importanti pubblicazioni nei settori dell'armonia e del contrappunto, correntemente utilizzate nelle classi di composizione dei conservatori italiani.

## Produzione
Sue composizioni orchestrali sono state eseguite in tutta Europa dall'orchestra della RAI di Roma, dall'orchestra della Radio Svizzera, dall'Orchestra Haydn di Bolzano, da I Solisti Veneti, dirette da direttori quali Carlo Maria Giulini, Hermann Michael, Massimo de Bernart, Pierluigi Urbini e numerosi altri.
Spesso le sue composizioni cameristiche hanno contemplato organici inconsueti, come ad esempio voce e clarinetto, flauto e chitarra, voce e chitarra, voce sola, timpani e orchestra, arpa e pianoforte, pianoforte a 4 mani e orchestra.
Nel campo della musica corale, soprattutto nella veste di elaboratore di canti popolari provenienti dalla tradizione arcaica, ha elaborato brani per coro misto, molti dei quali appositamente per i Musici Cantori di Trento diretti da Sandro Filippi.
Vicino al Coro della SAT tra gli anni quaranta e settanta, ha armonizzato e dedicato a questo gruppo quarantasei canti tra cui la sua prima Ninna Nanna e la sua ultima armonizzazione (La viecia batàna).

## Pubblicazioni
- Appunti di analisi formale, Milano, Curci, 1951.
- Lezioni di armonia complementare, Milano, Curci, 1954.
- Quaderno di esercitazioni, Milano, Curci, 1962. In collaborazione con Massimo Toffoletti
- Studi sul corale, Padova, Zanibon, 1969. In collaborazione con Massimo Toffoletti e Gianluigi Dardo
- La tecnica del contrappunto vocale nel Cinquecento, Milano, Suvini Zerboni, 1979. In collaborazione con Bruno Zanolini